# استیو شیل
استیو شیل (انگلیسی: Steve Shill؛ زادهٔ ۱۹۵۰ میلادی) کارگردان تلویزیونی، تهیه‌کننده تلویزیونی، بازیگر، فیلم‌نامه‌نویس و کارگردان فیلم اهل بریتانیا است. وی از سال ۱۹۸۸ میلادی تاکنون مشغول فعالیت بوده‌است.
از فیلم‌ها یا مجموعه‌های تلویزیونی که وی در آن‌ها نقش داشته‌است، می‌توان به نایت رایدر، خانواده سوپرانو، شنود، ددوود، رم، عشق بزرگ، همسر خوب، آخرین وسوسه مسیح، کینزی و انسان بودن اشاره نمود.